# Hästesjön
Hästesjön är en sjö i Uddevalla kommun i Bohuslän och ingår i Örekilsälvens huvudavrinningsområde. Sjöns area är 0,014 kvadratkilometer och den är belägen 124 meter över havet.